# Carter Burwell
Carter Burwell (ur. 18 listopada 1955 w Nowym Jorku) – amerykański kompozytor muzyki filmowej.

## Życiorys
Burwell urodził się w Nowym Jorku. Matka Natalie była nauczycielką matematyki, ojciec Charles założył Thaibok Fabrics, Ltd.. Ukończył King’s School w Stamford w stanie Connecticut oraz Harvard University, gdzie był rysownikiem The Harvard Lampoon.
Jako kompozytor muzyki filmowej był stałym współpracownikiem braci Coen, dla których skomponował muzykę do każdego ich filmu (z wyjątkiem Bracie, gdzie jesteś?, gdzie napisał muzykę dodatkową do pracy składającej się z piosenek wyprodukowanych przez T Bone Burnetta). Współpracuje też stale z reżyserem Spikiem Jonezem. Najbardziej znanymi filmami z muzyką Burwella są: Ścieżka strachu, A orkiestra grała dalej,

## Filmografia
- 2016 – Ave, Cezar!
- 2016 – Czas próby[3]
- 2015: Pan Holmes
- 2012 – Saga „Zmierzch”: Przed świtem – część 2
- 2011 – Saga „Zmierzch”: Przed świtem – część 1
- 2011 – Mildred Pierce
- 2010 – Prawdziwe męstwo
- 2010 – Wszystko w porządku
- 2009 – Poważny człowiek
- 2009 – Wielki Mike. The Blind Side
- 2008 – Zmierzch
- 2008 – Tajne przez poufne
- 2008 – Najpierw strzelaj, potem zwiedzaj
- 2007 – To nie jest kraj dla starych ludzi
- 2007 – Nim diabeł dowie się, że nie żyjesz
- 2006 – Futro. Portret wyobrażony Diane Arbus
- 2004 – Ladykillers, czyli zabójczy kwintet
- 2003 – Okrucieństwo nie do przyjęcia
- 2002 – Człowiek, którego nie było
- 2000 – Hamlet
- 2000 – Księga cieni: Blair Witch 2
- 1999 – Koruptor
- 1999 – Złoto pustyni
- 1999 – Być jak John Malkovich
- 1999 – Mystery, Alaska
- 1998 – Big Lebowski
- 1997 – Szakal
- 1997 – Teoria spisku
- 1996 – Fargo
- 1996 – Strach
- 1995 – Goofy na wakacjach
- 1995 – Rob Roy
- 1993 – Chłopięcy świat
- 1993 – Kalifornia
- 1992 – Buffy, postrach wampirów
- 1991 – Barton Fink
- 1987 – Arizona Junior